# Hipparchia fagi
Hipparchia fagi là một loài bướm thuộc họ Nymphalidae. Loài này được tìm thấy ở châu Âu, mainly phía nam of Anpơ.

## Miêu tả

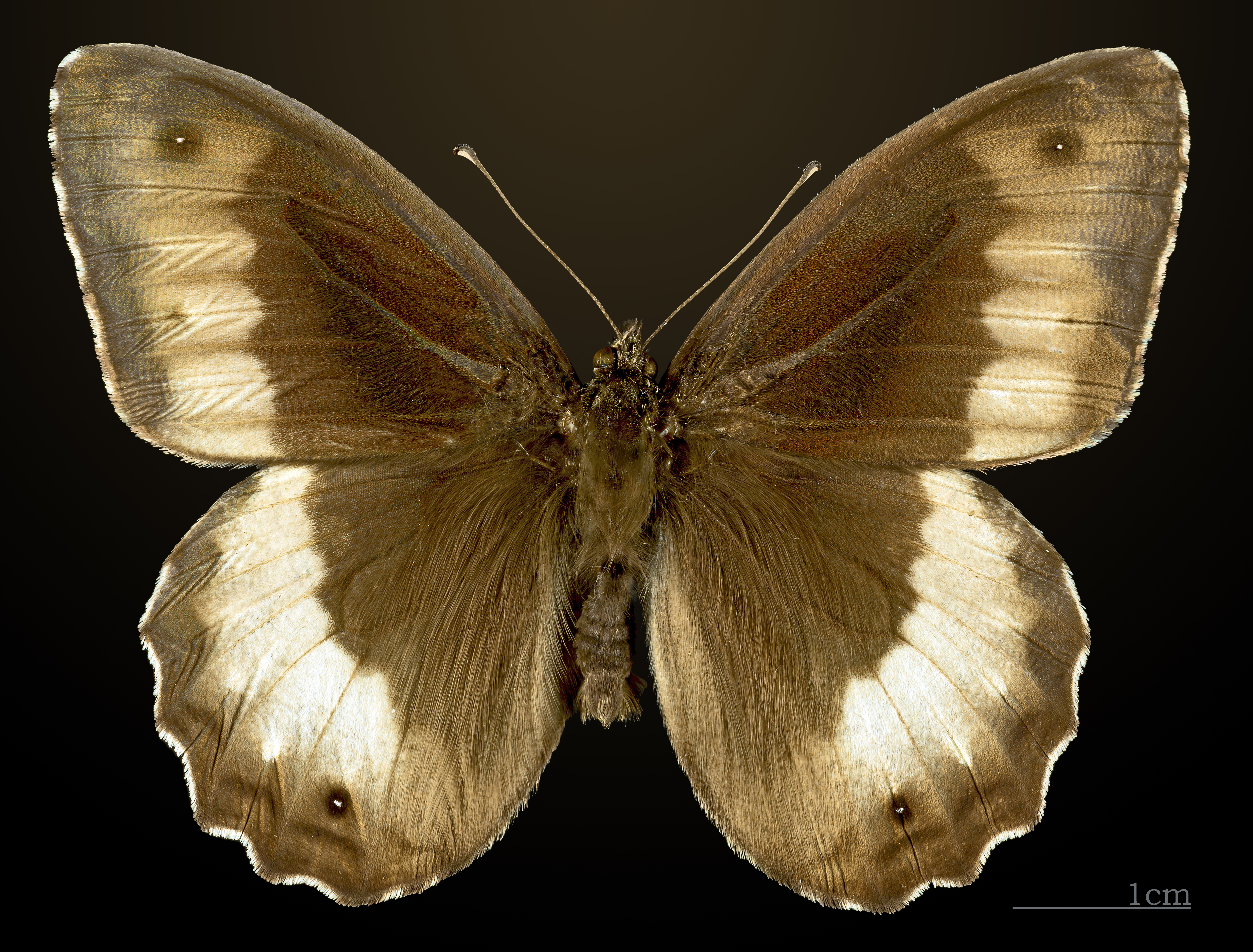
♂
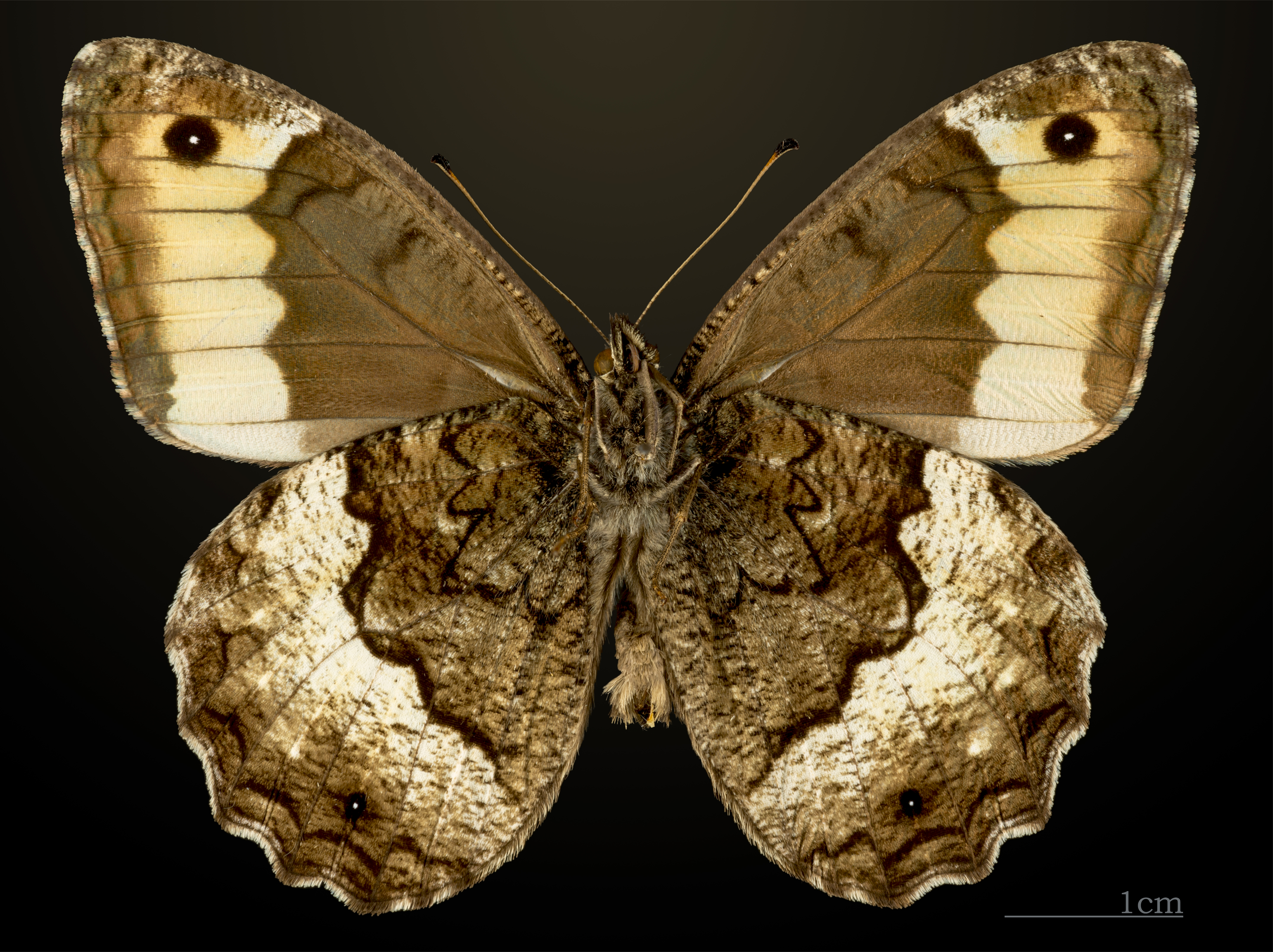
♂ △
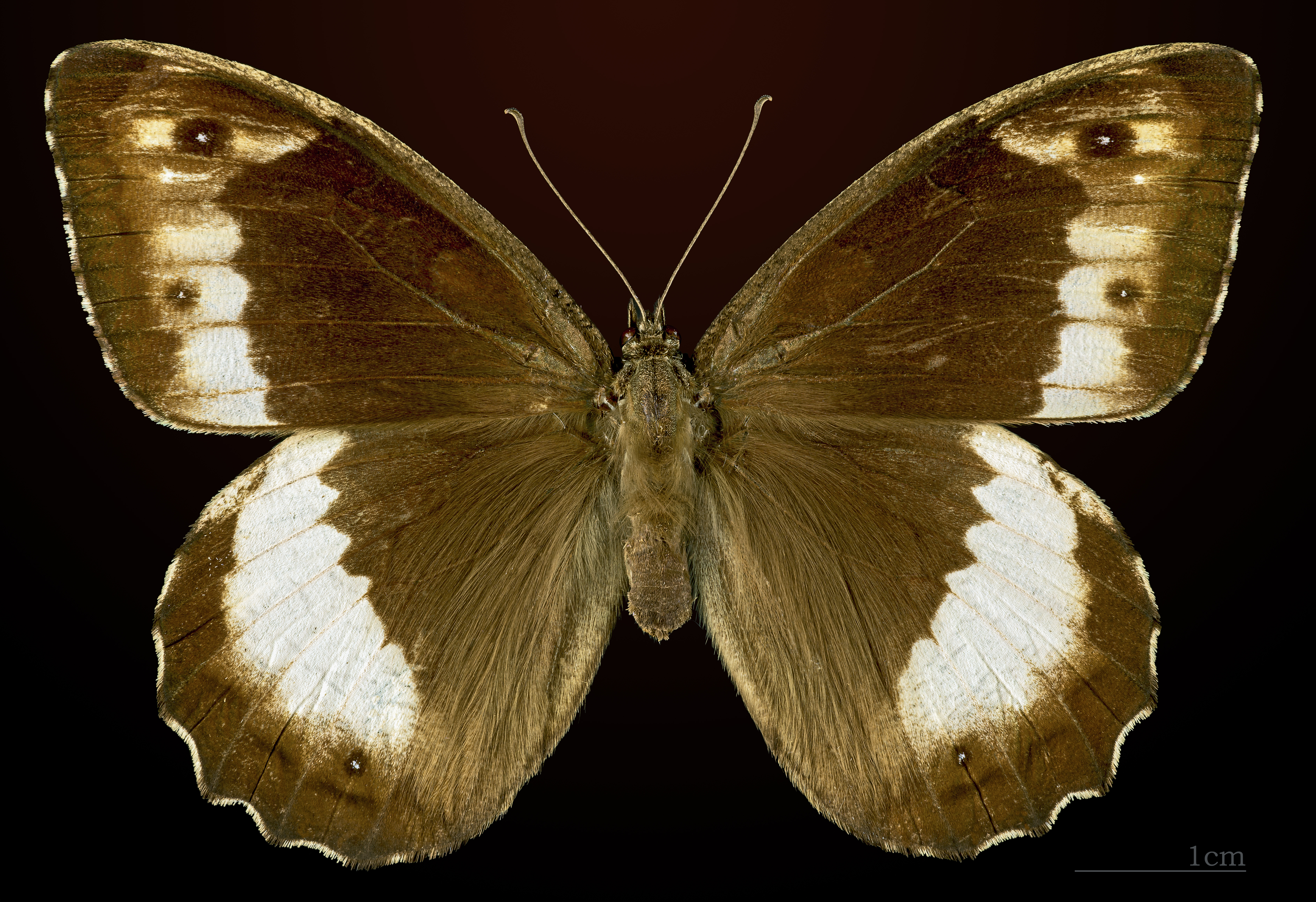
♀
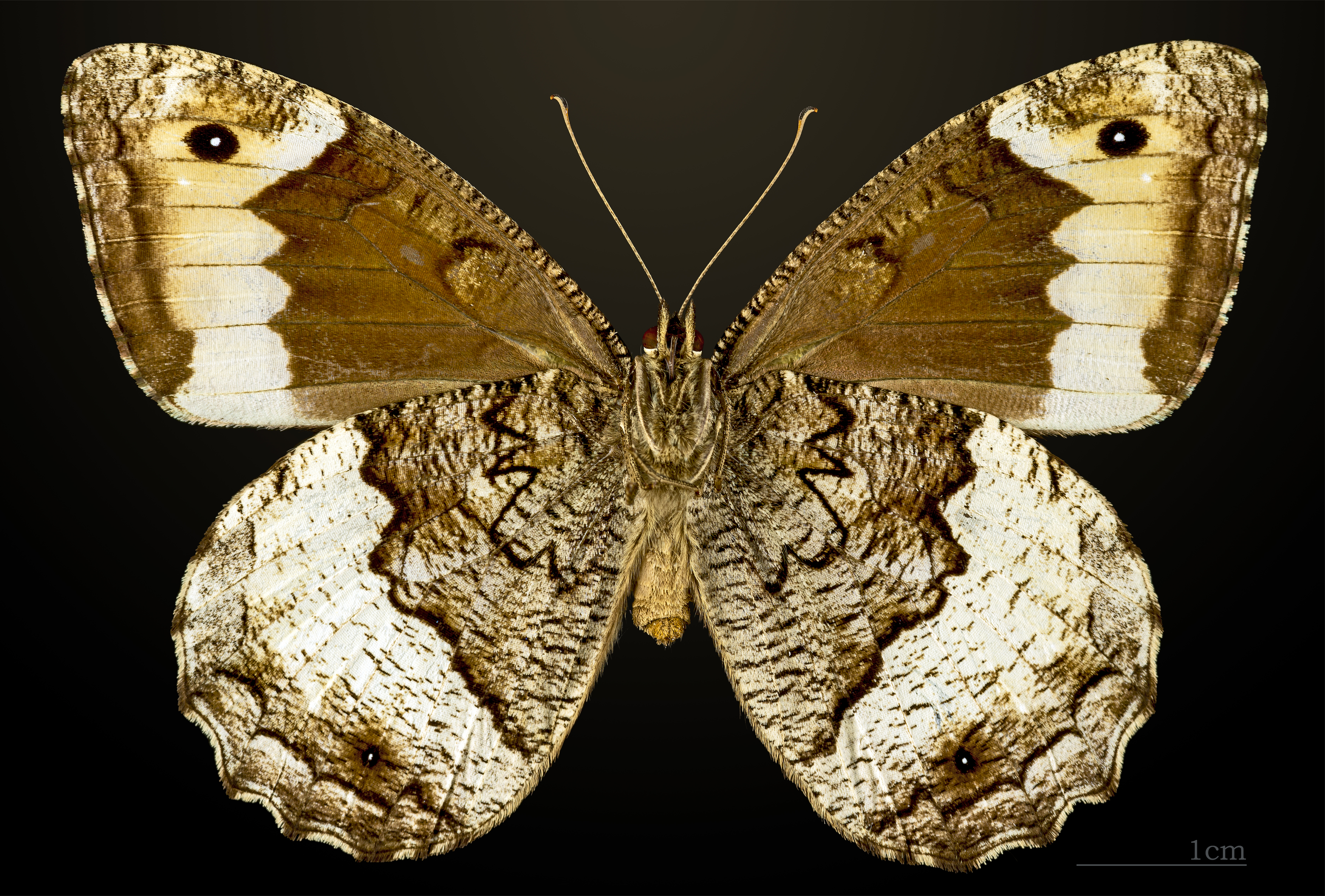
♀ △

Sải cánh dài 66–76 mm. The butterflies fly từ tháng 6 đến tháng 9.

## Môn sinh học
Ấu trùng ăn various types of grass.